# Uli Stielike
Ulrich "Uli" Stielike, född 15 november 1954, är en tysk före detta professionell fotbollsspelare (försvarare) och tränare.
Uli Stielike spelade som back i 1970-talets storlag Borussia Mönchengladbach och flyttade senare till Real Madrid. Hans flytt till Spanien orsakade en kontrovers med landslagsledningen och Stielike var under flera år utanför landslaget. Till EM 1980 gjorde han comeback och blev en av de tongivande spelarna.
Efter den aktiva karriären har Stielike arbetat som tränare och som förbundskapten för Tysklands ungdomslandslag. Han var även assisterande förbundskapten till Tysklands A-landslag 1998–2000.

## Meriter

### Landslag
Västtyskland
- 42 A-landskamper
- VM i fotboll: 1982
  - VM-silver 1982
- EM i fotboll: 1980, 1984
  - Europamästare 1980

### Klubblag
Borussia Mönchengladbach
- Bundesliga (3): 1974/75, 1975/76, 1976/77
- Tyska cupen (1): 1973

 Real Madrid
- La Liga (3): 1977/78, 1978/79, 1979/80
- Copa del Rey (Spanska cupen) (2): 1980, 1982